# الیوت جی. کلاوسون
الیوت جی. کلاوسون (انگلیسی: Elliott J. Clawson؛ ۱۹ ژانویهٔ ۱۸۸۳ – ۲۱ ژوئیهٔ ۱۹۴۲) یک فیلم‌نامه‌نویس، و تهیه‌کننده اهل ایالات متحده آمریکا بود.
وی فیلم‌نامه‌نویس فیلم‌هایی همچون شبح اپرا بوده و نامزد دریافت جایزه اسکار بهترین فیلم‌نامه اقتباسی در دومین دوره این مراسم بوده است.